# Inferno (fumetto)
Inferno è una miniserie crossover della Marvel Comics pubblicato da dicembre 1988 ad aprile 1989 che ha coinvolto più personaggi e serie quali Uncanny X-Men, New Mutants, X-Factor, Excalibur e la miniserie X-Terminators.

## Trama

### Uncanny X-Menn. 239
Madelyne Pryor, ex-moglie di Ciclope, vive con gli X-Men nella loro base australiana e all'insaputa del gruppo entra in contatto con il demone N'astirh. Quest'ultimo ha stipulato un patto con la donna e risvegliato i suoi poteri latenti trasformandola nella perfida Regina dei Goblin. Forte del suo nuovo stato Madelyne, che sta incominciando una relazione amorosa con Havok, incarica il demone di ritrovare i Marauders di Sinistro, responsabili di un attacco ai suoi danni, e il figlio Nathan che le hanno rapito.

### X-Terminatorsnn. 1-2
I giovani mutanti Skids, Rusty, Boom Boom, Rictor, Whiz-Kid, Artie e Pulce, affiliati ad X-Factor, vengono mandati in diversi istituti affinché abbiano un'adeguata istruzione, ma il loro ambientamento non è facile e anche di breve durata: dei seguaci di N'astirh giungono sulla terra riuscendo a rapire i piccoli Artie e Pulce. In realtà il demone ha bisogno di tredici neonati che, sacrificati mediante un incantesimo, gli permetteranno di infrangere definitivamente le barriere che dividono il Limbo e la Terra. Rusty e gli altri, ribattezzatisi X-Terminators, si mettono sulle tracce degli amici scomparsi, ma dopo aver affrontato un gruppo di demoni, perdono Whiz-Kid, che viene obbligato da N'astirh a usare le sue conoscenze informatiche per i suoi scopi.

### New Mutantsn. 71,[2]nn. 240-241
I Nuovi Mutanti (Cannonball, Mirage, Sunspot, Wolfsbane, Warlock e Magik) reduci da un'avventura spaziale in cui si hanno affrontato un commerciante extra-galattico dalle sembianze ragnesche e dalle cui grinfie sono scappati solo grazie ai dischi di teletrasporto di Magik, si ritrovano a passare attraverso il Limbo, reame demoniaco sotto la giurisdizione di Illyana Rasputin. La ragazzina però ha perso ormai il controllo della dimensione e il demone S'ym, potenziato dal virus transmodale di origine tecno-organica, ha organizzato una rivolta contro la sua padrona. Magik cerca un modo per uscire dal Limbo, ma i dischi di teletrasporto non rispondono al suo comando e il suo stesso aspetto inizia a mutare trasformandola nel demone Darkchilde. Fuggendo dai loro assalitori i Nuovi Mutanti assistono a ciò che Illyana dovette affrontare quando venne rapita anni addietro da Belasco, ma rischiano di rimanere imprigionati nel Limbo in eterno. L'unica possibilità di salvezza gli viene offerta da N'astirh, che dice ad Illyana di rimpossessarsi della Spada dell'Anima e di accettare la sua eredità demoniaca, solo in questo modo potrà avere pieno controllo dei suoi poteri mutanti e riportare i suoi amici in salvo. La giovane accetta, credendo anche alla dichiarazione d'amore del demone, ma così facendo cade nel suo tranello, diventando definitivamente Darkchilde e aprendo il portale che conduce i demoni a New York.
In conseguenza della caduta della barriera di divisione tra le due dimensioni, New York si trasforma in una città indemoniata, dove ogni oggetto o essere inanimato viene trasformato in un'entità demoniaca assetata di sangue. Nel frattempo gli X-Men (Tempesta, Havok, Wolverine, Psylocke, Dazzler, Longshot, Rogue e Colosso) scoprono il nascondiglio sotto Manhattan dove si trovano i Marauders e ingaggiano una lotta contro di loro. Anche Madelyne si trova in quel luogo, dove N'astirh l'ha condotta affermando di aver trovato suo figlio ed importanti notizie su di lei. Qui la Regina dei Goblin si trova faccia a faccia con Sinistro che le rivela la sua storia: in realtà lei è un clone di Jean Grey, a cui la forza Fenice ha dato la vita e parte dei ricordi della rossa Marvel Girl. Sinistro l'aveva creata impiantandole dei ricordi fasulli e un carattere che l'avrebbe resa affascinante agli occhi di Scott Summers, solo perché il loro patrimonio genetico potesse unirsi e lui potesse continuare le sue ricerche sul piccolo Nathan. Dopo aver battuto i Marauders, gli X-Men salgono in superficie, dove si ritrovano a combattere contro New York City e vengono trasformati in versioni demoniache di loro stessi. L'unico a salvarsi è Colosso che combattendo un essere indemoniato scopre che sua sorella Illyana e nei guai, così lascia il gruppo per ritrovarla ed aiutarla.
Adirata con il suo “creatore” e grazie all'aiuto di N'astirh, Madelyne si libera, si riappropria del figlio e giura di scatenare un Inferno sulla Terra per vendicarsi di tutti quelli che l'hanno usata ed abbandonata.

### X-Terminatorsnn. 3-4 eNew Mutantsnn. 72-73[4]
I demoni di N'astirh approfittando del caos che regna in città, riescono a rapire diversi bambini che portano al loro signore perché compia il suo incantesimo. Gli X-Terminators si battono contro di loro e allo stesso tempo devono fronteggiare anche la New York posseduta. Intanto Whiz-Kid riesce a prendere tempo e curare i bambini rapiti, ma N'astirh lo obbliga a costruire un gigantesco computer che potenzierà il suo incantesimo permettendogli di mantenere aperto il portale che collega la Terra ed il Limbo. Rusty, Skids, Boom Boom e Rictor riescono a scovare il nascondiglio del demone in cui i loro amici e gli altri bimbi sono prigionieri, ma vengono catturati e ancora una volta N'astirh sfrutta lo strumento di Whiz-Kid per usufruire dell'energia negativa che si trova a Times Square. La piazza viene così sommersa dai demoni e gli X- Terminators si ritrovano a combatterli aiutati di Nuovi Mutanti appena giunti lì dal Limbo. Nella baraonda che si è creata Whiz-Kid riesce a distruggere il computer demoniaco. Darkchilde viene separata dai compagni, intenti a fronteggiare la minaccia demoni con gli X-Terminators, e diviene motivo di scontro tra S'ym e N'astirh per chi debba avere possesso di lei e della sua Spada dell'Anima. Durante lo scontro tra i due, N'astirh assorbe il virus tecno-organico e sembra avere la meglio sul rivale, mentre la giovane Illyana riesce a teleportarsi via, vagando per la città. I due gruppi di giovani mutanti intanto riescono a mettere in salvo dieci dei bimbi rapiti dai demoni e mentre Rusty, Skids e Mirage si rifugiano in una chiesa per proteggerli dai nuovi attacchi, Cannonball, Sunspot, Rictor, Boom Boom, Wolfsbane e Warlock, partono alla ricerca di Darkchilde. La giovane intanto, rivestita con un'armatura magica fatta dello stesso metallo della sua spada, si trova a dover affrontare prima N'astirh e poi S'ym ed in suo aiuto giunge Colosso, che si batte contro il demone mentre la sorella e il gruppo di giovani compagni che la stavano cercando si rifugiano nel Limbo. Qui si ritrovano a viaggiare nel tempo raggiungendo il periodo in cui Illyana era appena giunta nella dimensione ma non era stata contaminata dal male. Wolfsbane la salva e ciò provoca le ire dell'Illyana adulta che odia quello che era perché le mostra cosa è diventata. Su consiglio dell'amica però compie una scelta e così sacrifica il suo potere e la sua spada forgiata con la parte oscura della sua anima e riesce a chiudere il portale che ha condotto sulla Terra i demoni risucchiandoli all'interno. I Nuovi Mutanti, gli X-Terminatiors e Colosso si ritrovano a Times Square e trovano dentro l'armatura di Darkchilde l'Illyana bambina che è sopravvissuta allo scontro. Dall'alto N'astirh li osserva affermando che non è ancora finita: la Regina dei Goblin e suo figlio lo aiuteranno a portare a termine il suo piano.

### Excaliburnn. 6-7
Nel faro base di Excalibur Rachel Summers (figlia di Jean e Scott) avverte il richiamo di aiuto di suo fratello Nathan e vola in suo soccorso a New York, dove viene sopraffatta dai demoni. I suoi compagni la seguono, ma appena nei pressi della città Meggan viene corrotta dall'energia demoniaca e N'astirh la trasforma nella Principessa dei Goblin. Capitan Bretagna e Shadowcat vengono imprigionati dalla donna che li trasporta in una versione distorta di diversi film. Nightcrawler intanto separato dagli altri, si scontra con il demone Crotus che sta per iniziare un rito che renderà Rachel sua sposa. Kurt riesce a salvarla e liberarla. Meggan intanto rende Capitan Bretagna un suo schiavo e l'unica in grado di contrastarla è Kitty che riceve in dono l'armatura e la Spada dell'Anima di Illyana, capendo che all'amica deve essere successo qualcosa. Grazie a queste armi la giovane libera Meggan dall'incanto di N'astirh e riporta le cose alla normalità.

### X-Factornn. 36-37
I membri di X-Factor Ciclope, Marvel Girl, Bestia, Uomo Ghiaccio e Arcangelo si ritrovano a Manhattan mentre questa è in preda ai demoni, così iniziano a loro volta a combatterli e scoprono che il loro nemico Cameron Hodge ha stretto un patto con il demone N'astirh. Durante lo scontro Jean riesce ad avvertire telepaticamente al presenza di uno spaventato Nathan in città e il gruppo parte per salvarlo. Durante la loro avanzata notano che i demoni stanno sparendo (in seguito al sacrificio di Illyana) e si ritrova faccia a faccia con N'astirh e la Regina dei Goblin la quale, stringendo Nathan tra le braccia, sfoga tutto il suo potere e la sua ira contro Ciclope, colpevole di averla abbandonata in seguito alla resurrezione di Jean. Rivela inoltre ai presenti la verità su se stessa e Sinistro, incolpando anche di questo Scott. Quando Marvel Girl mostra il principio di un legame con il bimbo, Madelyne s'infuria e si accanisce su di lei con l'intento di annientarla e portarle via tutto ciò che le appartiene. Capendo inoltre che Nathan è davvero importante per Scott, decide di sacrificarlo al demone come punizione per le colpe dell'uomo. Dopo una violenta esplosione di energia Madelyne abbandona i panni della Regina dei Goblin e afferma che X-Factor vuole portarle via il bambino.

### Uncanny X-Menn. 242,X-Factorn. 38 eUncanny X-Menn. 243
Gli X-Men giungono sul luogo dell'esplosione e incontrano per la prima volta la rediviva Jean Grey, e la loro presenza disorienta i membri di X-Factor che sono convinti che gli X-Men siano morti a Dallas in diretta televisiva. La parte oscura emersa negli X-Men li spinge a iniziare uno scontro con l'altro gruppo e nel frattempo Madelyne fa di tutto per spingere Scott a scegliere tra lei e Jean. Quando Ciclope sceglie nuovamente Jean, la Regina dei Goblin riassume il suo aspetto e con N'astirh parte su una carrozza demoniaca verso il luogo dove sacrificherà il figlio. Havok la segue e viene trasformato nel Principe dei Goblin. A Central Park i due gruppi continuano a lottare fin quando Tempesta, liberatasi dall'influsso oscuro, riesce a sedarli spingendo gli eroi a collaborare per distruggere N'astirh. A loro si unisce anche Colosso, di ritorno dal salvataggio di Illyana, ed insieme scoprono che il punto debole del demone è il virus tecno-organico con cui si è fatto contagiare e che lui crede lo renda più forte. L'azione combinata di X-Men e X-Factor annienta N'astirh ma li mette di fronte al nuovo e letale avversario: la Regina dei Goblin che ormai è senza controllo e intende comunque sacrificare suo figlio e gli altri bambini per aumentare il suo potere. Sfruttando i suoi poteri demoniaci cerca di riportare a galla l'oscurità degli X-Men, ma non ha successo ed ingaggia una lotta con Jean, che con i suoi poteri psichici scopre come la Fenice, dopo aver abbandonato la zona blu della Luna, abbia dato vita e ricordi a Madelyne. A questo punto l'energia residua della Fenice chiede a Jean di scegliere: se l'accetterà in sé l'essenza vitale e i ricordi sottratti torneranno alla legittima proprietaria. La donna acconsente e questo sancisce la morte della Regina dei Goblin. Nel frattempo Havok ha riacquistato coscienza di sé e Ciclope riabbraccia finalmente suo figlio. I due gruppi credono che il pericolo sia passato ma Jean riceve un attacco psichico ad opera di Sinistro e solo l'intervento di Psylocke riesce a liberarla. X-Men e X-Factor si spostano alle rovine della Scuola Xavier dove Jean ha localizzato il nemico e dopo un nuovo scontro con i Marauders, cadono vittime di un'esplosione che lascia indenne solo Longshot che si trova a dover affrontare Sinistro e Malice per salvare la vita ai compagni.

### X-Factorn. 39
Longshot riesce a tenere testa ai due nemici il tempo necessario perché il resto dei compagni si rianimi. Quando i poteri di Ciclope vengono respinti da Sinistro, questo gli rivela che lo ha sempre tenuto d'occhio, fin dal momento in cui lui e il fratello Alex vennero paracadutati fuori dall'aereo in fiamme. In quell'occasione Ciclope usò per la prima volta i suoi pieni poteri e questo permise a Sinistro di localizzarlo. Tempo dopo lo seguì e l'osservò nell'orfanotrofio in Alaska e cercò un modo per controllare i poteri del giovane, ma senza successo, così gli impiantò un blocco mentale e creò gli occhiali al quarzo rubino. Alla lotta si unisce anche Sabretooth, ma le forze combinate degli eroi permette loro di trionfare. Quando Sinistro prende Jean in ostaggio, Ciclope, potenziato dai raggi al plasma di Havok, riesce a superare il blocco del nemico e lo colpisce a piena potenza. Sinistro è sconfitto, Malice è scappata e i due gruppi si dividono, entrambi decisi a portare avanti il sogno di Xavier. X-Factor torna alla propria base e gli X-Men in Australia.

## Tie-in
- Avengers nn. 298-299-300[9]
- Power Pack nn. 42-43-44 [10]
- Daredevil nn. 262-263 e 265[11]
- The Amazing Spider-Man nn. 311-312-313[12]
- The Spectacular Spider-Man nn. 146-147-148[13]
- Web of Spider-Man nn. 47-48[12]
- The Fantastic Four nn. 322-323-324[14]
- Cloak and Dagger (Vol. 3[15]) n. 4[10]